# 60-е годы
60-е (шестидеся́тые) го́ды по юлианскому календарю — промежуток времени с 1 января 60 года по 31 декабря 69 года, включающий 60 год 6-го десятилетия   и с 61 по 69 годы    7-го десятилетия I века 1-го тысячелетия.  Они закончились 1956 лет назад.

## Важнейшие события
- Начало 60-х — царь Армении Тигран VI вторгся в Адиабену, что вызвало войну с Парфией. Победа парфян над военачальником Петом.
- Восстание под предводительством Боудикки (60—61).
- Великий пожар в Риме при императоре Нероне (64)[1][2].
- Первая Иудейская война (66—73).
- Римская экспедиция в Мероэ.
- Строительство Эрминовой дороги в Британии от Линдума (Линкольна) до Эборака (Йорка).